# گرنویل (نیومکزیکو)
گرنویل (به انگلیسی: Grenville) یک روستا (ایالات متحده آمریکا) در ایالات متحده آمریکا است که در شهرستان یونیون، نیومکزیکو واقع شده‌است.
 گرنویل ۰٫۹۸ کیلومتر مربع مساحت و ۳۸ نفر جمعیت دارد و ۱٬۸۲۳ متر بالاتر از سطح دریا واقع شده‌است.